# Jennie Reed
Jennie Reed (Kirkland (Washington), 20 april 1978) is een voormalig Amerikaanse baanwielrenster. Ze won in 2008 de keirin op de Wereldkampioenschappen baanwielrennen.
Reed nam deel aan de Olympische Zomerspelen van Olympische Zomerspelen van 2004, Olympische Zomerspelen van 2008 en 2012. Tijdens de Spelen van 2012 won ze een zilveren medaille op de ploegenachtervolging.

## Palmares

### Baanwielrennen
| Jaar      | AK                                      | PK              | WK                   | Overig                                              |
| Als elite | Als elite                               | Als elite       | Als elite            | Als elite                                           |
| --------- | --------------------------------------- | --------------- | -------------------- | --------------------------------------------------- |
| 1997      | sprint                                  |                 |                      |                                                     |
| 1998      | sprint                                  |                 |                      |                                                     |
| 1999      | sprint 500m tijdrit                     |                 |                      | Pan-Amerikaanse Spelen: sprint                      |
| 2000      | sprint                                  |                 |                      |                                                     |
| 2001      | sprint 500m tijdrit                     |                 |                      |                                                     |
| 2002      | keirin sprint                           |                 |                      |                                                     |
| 2003      | keirin sprint                           |                 |                      |                                                     |
| 2004      |                                         |                 | keirin               | WB Manchester: keirin Olympische Spelen: 10e sprint |
| 2005      | sprint keirin · 500m tijdrit            |                 |                      |                                                     |
| 2006      | sprint keirin · 500m tijdrit teamsprint |                 |                      |                                                     |
| 2007      | sprint keirin · teamsprint              | keirin · sprint |                      |                                                     |
| 2008      |                                         |                 | keirin · sprint      | WB Los Angeles: keirin Olympische Spelen: 7e sprint |
| 2009      |                                         |                 |                      |                                                     |
| 2010      | scratch                                 |                 |                      |                                                     |
| 2011      | ploegenachtervolging scratch            |                 | ploegenachtervolging |                                                     |
| 2012      |                                         |                 |                      | Olympische Spelen: ploegenachtervolging             |